# Pierre Léon Bouisset
Pour les articles homonymes, voir Bouisset (homonymie).
Pierre Léon Bouisset, né le 23 décembre 1824 à Lacaune (Tarn) et mort le 10 novembre 1900 à Montpellier, est un officier militaire français, auteur du chant de La Galette. Ce chant est devenu l'hymne traditionnel des élèves officiers de l'École spéciale militaire de Saint-Cyr.

## Biographie
Pierre Léon Bouisset est le dernier fils de Louis Bouisset, un chapelier de Lacaune, issu d'une famille de Murat-sur-Vèbre. Ses frères Louis (1811-1846) et Crépin Martial (1814-1886) seront prêtres ; Marie André Paulin (1822-1893) sera professeur de latin. Comme ses frères, Pierre Léon fait ses études au collège de Castres.

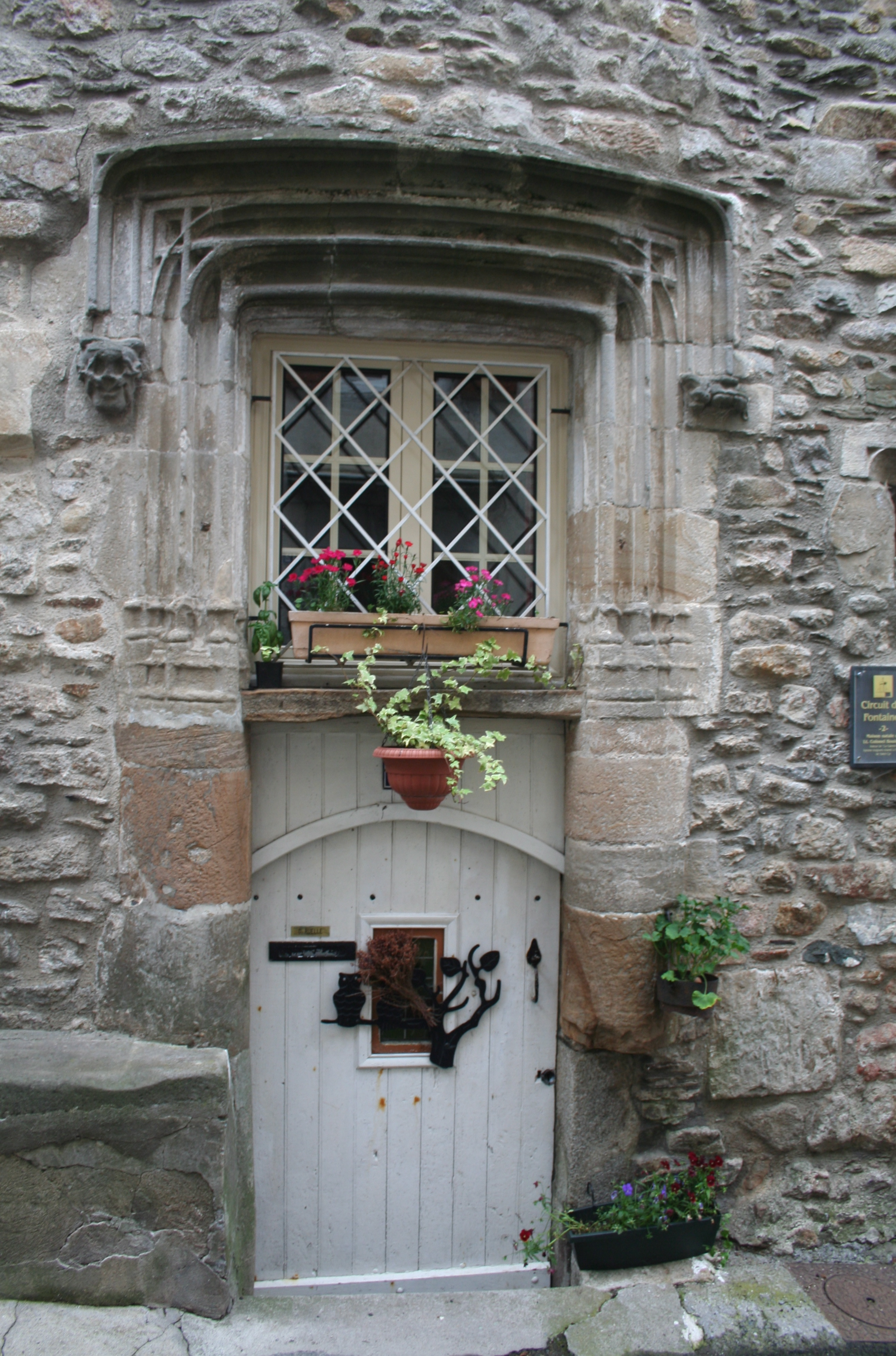
Maison natale de Pierre Léon Bouisset.

En 1843, il entre à l'école de Saint-Cyr (promotion d’Isly). Il compose les paroles du chant de la Galette, surnom de l'épaulette bleue que portaient les élèves-officiers mal classés. En fait, à partir de 1845, tous les élèves porteront l'épaulette rouge. Composé sur la musique des Puritains de Vincenzo Bellini, ce chant se veut un hommage à ce symbole des élèves mal classés et va devenir l'hymne officiel de l'école.
Pierre Léon Bouisset sort de l'école 169e sur 274. Il est nommé capitaine en 1854, chef de bataillon en 1869. Il commande le bureau de recrutement d’Avignon de 1875 à 1880. Il quitte l'armée avec le grade de lieutenant-colonel de l'armée territoriale, après 37 ans de service dont 14 ans de campagne.
Son séjour en Afrique lui a inspiré des pages consignées dans trois cahiers manuscrits.
Il est également l'auteur des Légendes des Monts de Lacaune, parues en 1880. Il s'agit d'un recueil de poèmes retraçant des légendes et des épisodes historiques de la région de Lacaune.
Pierre Léon Bouisset a épousé le 14 décembre 1859 à Toulon  Marie Madeleine Adélaïde Pomérol (1841, Toulon -1865, Castres).
Pierre Léon Bouisset a été fait chevalier de la Légion d'honneur le 30 décembre 1863, puis officier de la Légion d'honneur le 7 juillet 1885.

## Distinctions
- Officier de la Légion d'honneur (1885)

## Œuvres
- Pierre Léon Bouisset, Légendes des Monts de Lacaune, Paris, G. Fischbacher, 1880, 265 p. (OCLC 457112101, BNF 30141342, SUDOC 008659192)
- Pierre Léon Bouisset (préf. Michel Maldinier, ill. Didier de Jaeger), Légendes des Monts de Lacaune, Lacaune, H. et B. Périé, 1995, 265 p. (ISBN 2-908600-09-9, OCLC 464179967, BNF 35762310, SUDOC 060537191)